# La Esmeralda (Panama)
La Esmeralda è un comune (corregimiento) della Repubblica di Panama situato nel distretto di Balboa, provincia di Panama. Si estende su una superficie di 39,5 km² e conta una popolazione di 524 abitanti (censimento 2010).